# Херкулес Фарнезе
„Херкулес Фарнезе“ (на италиански: Ercole Farnese) е мраморна скулптура от III век на скулптора Гликон от Атина, изложена в Националния археологически музей в Неапол, Италия.

## История
Мраморната скулптура е открита в Баните на Каракала в Рим около 1546 г., където през 1545 г. е открита и най-голямата антична скулптура, наречена Бик Фарнезе. Като част от колекцията на кардинал Алесандро Фарнезе скулптурата е поставена вляво на Бик Фарнезе в Палацо „Фарнезе“ в Рим.
През 1735 г., благодарение на наследството, получено от Изабела Фарнезе, която от своя страна завещава Колекция „Фарнезе“ на своя син Карлос III, започва преместването на колекцията в Неапол. Последни и по волята на Фердинанд IV де Бурбон през 1788 г. са прехвърлени в Неапол, намиращите се по това време в Рим скулптури и бюстове от колекцията.
Когато е открита скулптурата, са липсвали някои нейни части, включително и двата прасеца. Гулиелмо дела Порта, ученик на Микеланджело, извършва възстановяването ѝ, като вмъква липсващите части. Впоследствие, когато са открити двата фрагмента на долните крайници, е решено да се оставят добавените парчета. Само по-късно, през периода на Бурбоните в Неапол, в края на 18 век, е взето решение да се възстанови древният вид на скулптурата, като парчетата на Гулиелмо дела Порта са заменени с действителните. В наши дни в Националния археологически музей в Неапол може да се видят на стената зад Херкулес Фарнезе изложени двата прасеца, изваяни от Гулиелмо дела Порта.

## Описание
Тази скулптура е копие на скулптура, създадена от Лизип през 4 век пр.н.е.. На скалата под тоягата се чете подписът на автора Гликон от Атина, живял I век пр.н.е., за който подпис учените твърдят, че е фалшификат.
Херкулес е герой от гръцката митология, син на Зевс, на когото е позволено да постигне безсмъртие, преминавайки през дванадесет изпитания, но притежава и греховете на смъртните като похот и алчност. Героят изваян в скулптурата олицетворява триумфа на човешката смелост след поредицата от изпитания, поставени му от ревнивите богове.
Лизип тълкува героя като смъртен и му придава образ на такъв, без следа от божественост. Тази статуя представлява Херкулес, опрян на тоягата, уморен в края на изпитанията, държейки дясната си ръка зад гърба си, в която стиска златните ябълки от градините на Хеспериди.

## Детайли на скулптурата
- Главата на Херкулес
- Лявата ръка опрена на тоягата
- Дясно ходило
- Дясната ръка с ябълките от градините на Хеспериди
- Подписа на автора Гликон от Атина

## Други версии
- Статуята на Херкулес на Лизип, Музей на древната агора, Атина, Гърция
- Херкулес, Палацо Пити, Флоренция, Италия
- Херкулес си почива, Археологически музей на Абруцо, Киети, Италия
- Херкулес Фарнезе (копие), Метростанция Музея, Неапол, Италия
- Херкулес убива Лернейската хидра, Лувър, Париж